# Patrick Sequeira
Patrick Gilmar Sequeira Mejías (ur. 1 marca 1999 w Limón) – kostarykański piłkarz z obywatelstwem hiszpańskim występujący na pozycji bramkarza, reprezentant Kostaryki, od 2024 roku zawodnik portugalskiego Casa Pia.